# 神探
《神探》是杜琪峰與韋家輝共同導演的電影，劇本由韋家輝負責。本片入選第64屆威尼斯影展競賽片。

## 劇情
兩名警員到樹林查案，結果一名警員王國柱（李國麟飾）連人帶槍失蹤，另一名警員高志偉（林家棟飾）平安而回，失槍卻接連牽涉不同的搶劫謀殺案。重案組督察何家安（安志杰飾）受命調查此案多月毫無進展，決定找舊上司，已退職的陳桂彬（劉青雲飾）請教。陳桂彬是破案天才，手上從沒破不到的案，多年前因自切一隻耳朵給退休的助理處長(高雄飾)，被認定患上精神病而被退職。
陳桂彬本已過著隱世生活，何家安出現讓陳桂彬才能得以發揮，沉睡的心熱熾起來。
陳桂彬初次接觸高志偉，即認定王國柱已遇害，高志偉就是兇手，但殺人動機則有待調查。何家安奇怪陳桂彬的判斷，陳桂彬說出自己有「看」到人內心陰暗面的能力，還有看到人因犯錯而「遺失了的人格」。陳桂彬的辦案方法奇特，例如，會重返案發現場扮演兇手和受害者去感受兩者的心態，意圖找出動機，過程不斷的違規犯戒，為何家安帶來不少麻煩，最後更不發一言奪走了何家安的佩槍。
調查下，陳桂彬終找到當日樹林內的真相，就是高志偉因執行任務時失掉了槍，他的「無知」（林雪飾）在驚慌下盲目地搶王國柱的槍，衝突間他的「兇殘」（張兆輝飾）把王國柱殺掉，他不同層次的「貪婪」便拿著王國柱的佩槍搶劫殺人……
正當陳桂彬雀躍地把結果告知何家安時，竟看到了何家安的「軟弱」，何家安對陳桂彬的信心已動搖，並轉而投高志偉，相信了他的「偽善」。陳桂彬知道高志偉的「兇殘」一定會殺何家安，選擇冒性命之危險救何家安，印證誰是真兇。
最後陳桂彬同高志偉互殺，而何家安因個人的私慾而捏造了陳桂彬被殺的真相
。

## 演員
- 劉青雲 飾 陳桂彬（Bun）
- 林家棟 飾 高志偉
- 飾 何家安（粵語配音：鄭保瑞）
- 林熙蕾 飾 張美華（粵語配音：郭少芸）
- 陳慧珊 飾 張美華的「自私」
- 谷祖琳 飾 何家安的「智慧」
- 李日昇 飾 何家安的「軟弱」
- 李彩寧 飾 Gigi（何家安女友）（粵語配音：彭千玲）
- 張兆輝 飾 高志偉的「凶殘」
- 林雪 飾 高志偉的「無知」
- 劉錦玲 飾 高志偉的「智慧」
- 李國麟 飾 王國柱
- 高雄 飾 陳桂彬之退休上司

## 製作人員
- 出品人－向華強
- 監製、導演－杜琪峰、韋家輝
- 編劇－韋家輝、歐健兒
- 行政監製－陳明英
- 製作經理－朱淑儀
- 策劃－丁雲山
- 統籌－馬中駿、鞠覺亮
- 製片－施愛玲
- 服裝指導－張世傑
- 攝影指導－鄭兆強 (HKSC)
- 剪接－Tina Baz
- 原創音樂－Xavier Jamaux
- 音樂設計－卓保怡
- 助理製片-鄧安琪

## 獎項
| 第27届香港电影金像奖       | 第27届香港电影金像奖 | 第27届香港电影金像奖 |
| 獎項                       | 名字                 | 結果                 |
| -------------------------- | -------------------- | -------------------- |
| 最佳電影                   |                      | 提名                 |
| 最佳導演                   | 杜琪峯、韋家輝       | 提名                 |
| 最佳編劇                   | 韋家輝、歐健兒       | 獲獎                 |
| 最佳男主角                 | 劉青雲               | 提名                 |
| 最佳攝影                   | 鄭兆強               | 提名                 |
| 最佳剪接                   | Tina Baz             | 提名                 |
| 最佳服裝造型設計           | 張世傑               | 提名                 |
| 最佳視覺效果               | 文少麟               | 提名                 |
| 第14屆香港電影評論學會大獎 |                      |                      |
| 獎項                       | 名字                 | 結果                 |
| 最佳電影                   |                      | 提名                 |
| 最佳導演                   | 杜琪峰、韋家輝       | 提名                 |
| 最佳編劇                   | 韋家輝、歐健兒       | 獲獎                 |
| 最佳男演員                 | 劉青雲               | 提名                 |
| 推薦電影                   |                      | 獲獎                 |
| 第2屆亞洲電影大獎          |                      |                      |
| 獎項                       | 名字                 | 結果                 |
| 最佳編劇                   | 韋家輝、歐健兒       | 獲獎                 |

## 相關電影
- 《神探大戰》